# مكتبة يو تونغ العامة
مكتبة يوتونغ العامة هي مكتبة عامة تقع في حي (Shau Kei Wan) ،عقارات ييو تونغ، هونغ كونغ.

## مرافق
مكتبة إقراض الكبار
مكتبة إقراض القاصرين
قسم الصحف والدوريات
غرفة أنشطة الإرشاد
خدمات

خدمة الإقراض
الحجز والاستعارة
خدمة الصحف والدوريات
برامج التوعية

## روابط خارجية
- موقع رسمي